# 築地電軌
築地電軌株式会社（築地電軌株式會社、つきじでんき）は、かつて名古屋市南西部で路面電車やバスの運営を行っていた企業（株式会社）である。略称は「築電」。

## 概要
1898年（明治41年）に開業した名古屋電気鉄道を、1922年（大正11年）に市営化し名古屋市電は発足した。市電を運営する名古屋市電気局（名古屋市交通局の前身）は1930年（昭和5年）に市営バスの運営も開始し、1935年（昭和10年）から1938年（昭和15年）にかけて名古屋市内の路面電車・バスの買収・統合を進めていった。この築地電軌も買収・統合の一環として市に買収された事業者の一つである。
築地電軌は、電気軌道（路面電車）の運営、信託事業、海水浴場・遊園地・娯楽施設の運営、土地・建物の売買・賃借などを目的として1916年（大正5年）に設立された。1917年（大正6年）には中核事業である電気軌道を、名古屋市電に接続する築地から稲永新田の間に敷設した。その後電気軌道は延伸され、1926年（大正15年）に下之一色電車軌道に接続する下之一色まで到達し、名古屋南部に循環線が形成された。また、開始時期は不明だがバスの運営も行っていた。
運営していた軌道線は大半が専用軌道で、田園地帯をのんびりと走っていたという。沿線の人口が少ないため利用客が少なく業績は振るわず、主に臨港地帯の工場への通勤者や漁師が利用客であったが、夏になると沿線にあった多加良浦海水浴場へ向かう海水浴客で賑わった。また、庄内川付近で採取された砂利を市内へ輸送することもあったという。
1937年（昭和12年）3月、築地電軌の軌道・バス事業は名古屋市に買収され、名古屋市電気局（後の名古屋市交通局）に移管された。バス路線は市営バスの路線網に組み込まれ、軌道線は名古屋市電の路線網に組み込まれた。市営化後築地線と命名された軌道線は、旧下之一色電車軌道線との連絡が図られたり、築地口（旧・築地） - 稲永町（旧・稲永）間が複線化されたりするなど設備の改善がなされた。そして、稲永町 - 下之一色間は1969年（昭和44年）2月19日まで、築地口 - 稲永町間は1971年（昭和46年）11月30日まで運行が続けられた。

## 年表
- 1914年（大正3年）10月21日 - 南区西築地 - 下之一色町間の軌道敷設特許を、名古屋電気鉄道が取得。
- 1916年（大正5年）3月21日 - 名古屋電気鉄道から特許を譲受け、築地電軌株式会社設立。
- 1917年（大正6年）6月16日 - 築地 - 稲永新田間 (2.5km) 開業。
- 1918年（大正7年）3月28日 - 稲永新田 - 下之一色町間の特許が失効（後に同区間の特許を再取得）。
- 1925年（大正14年）7月1日 - 稲永新田 - 明徳橋間 (3.6km) 開業。
- 1926年（大正15年）5月31日 - 明徳橋 - 下之一色間 (1.2km) 開業。
- 1937年（昭和12年）3月1日 - 軌道事業・バス事業を名古屋市に譲渡[2]。会社は解散。

## 鉄道事業

### 保有路線

#### 路線データ
1935年12月末現在
- 区間：築地停留場 - 下之一色停留場間 (7.28 km)
- 軌間：1,067 mm
- 単線区間：全線
- 電化区間：全線（直流 600 V）
  - 築地変電所、常用、電動発電機（交流側424V直流側600V）直流側の出力200KW、製造所日立製作所、予備、回転変流器（交流側2080V直流側550V）直流側の出力75KW、製造所明電舎[3]
- 停留場数：15か所

#### 停留場一覧
築地 - 築地学校前 - 中川堤防 - 築三町 - 荒子川東 - 荒子川 - 本社前 - 稲永 - 大宮司 - 西ノ割 - 多加良浦 - 弁天裏 - 中学前 - 明徳橋 - 下之一色

#### 接続路線
- 築地停留場：名古屋市電築港線（築地電車前停留場）
- 下之一色停留場：下之一色電車軌道線

### 輸送・収支実績
| 年度 | 乗客（人） | 貨物量（トン） | 営業収入（円） | 営業費（円） | 益金（円） | その他益金（円）   | その他損金（円） | 支払利子（円） |
| ---- | ---------- | -------------- | -------------- | ------------ | ---------- | ------------------ | ---------------- | -------------- |
| 1917 | 174,060    |                | 8,904          | 6,134        | 2,770      |                    |                  |                |
| 1918 | 374,472    |                | 14,842         | 12,365       | 2,477      | 利子3,750          |                  |                |
| 1919 | 517,456    |                | 19,736         | 13,361       | 6,375      |                    |                  |                |
| 1920 | 550,270    |                | 25,383         | 17,537       | 7,846      |                    |                  |                |
| 1921 | 499,128    |                | 26,353         | 19,245       | 7,108      |                    |                  |                |
| 1922 | 515,572    |                | 27,703         | 21,360       | 6,343      |                    |                  |                |
| 1923 | 524,486    |                | 29,764         | 20,927       | 8,837      |                    | 償却金210        | 382            |
| 1924 | 588,098    |                | 36,409         | 25,863       | 10,546     |                    |                  |                |
| 1925 | 809,933    |                | 47,204         | 30,767       | 16,437     |                    |                  |                |
| 1926 | 1,194,152  |                | 70,772         | 45,097       | 25,675     |                    |                  |                |
| 1927 | 1,312,645  |                | 71,579         | 49,936       | 21,643     |                    |                  | 2,700          |
| 1928 | 1,390,684  |                | 72,112         | 45,771       | 26,341     |                    |                  | 6,668          |
| 1929 | 1,429,463  | 25,448         | 81,346         | 50,456       | 30,890     |                    | 遊園地2,614      | 7,406          |
| 1930 | 1,367,016  | 43,521         | 78,659         | 54,542       | 24,117     |                    | 遊園地2,646      | 9,252          |
| 1931 | 1,289,824  | 7,376          | 61,290         | 50,210       | 11,080     |                    |                  | 10,226         |
| 1932 | 1,182,185  | 3,720          | 58,578         | 52,187       | 6,391      |                    |                  | 10,124         |
| 1933 | 1,227,459  |                | 53,884         | 48,256       | 5,628      | 自動車5,813        | 雑損1,000        | 10,405         |
| 1934 | 1,138,621  |                | 49,210         | 45,527       | 3,683      | 自動車12,121       | 雑損償却金7,071  | 8,342          |
| 1935 | 1,087,206  |                | 47,231         | 43,332       | 3,899      | 自動車遊園地11,241 |                  | 7,161          |
| 1936 | 1,090,059  |                | 46,963         | 40,754       | 6,209      | 自動車7,790        | 償却金6,800      | 6,757          |
| 1937 | 271,595    |                | 11,641         | 14,321       | ▲ 2,680    | 自動車遊園地668    |                  | 1,641          |

- 鉄道院鉄道統計資料、鉄道省鉄道統計資料、鉄道統計資料、鉄道統計各年度版

### 保有車両
市営化時、電車11両と貨車10両が名古屋市電気局に移管された。
1-3
開業時の車両で名古屋電気鉄道から譲り受けた名電1号形。定員26人。移管後、1938年（昭和13年）4月18日廃車届。
4-7
自社発注の丸屋根型車両。定員40人。移管後、車両番号を12-15に改番。
8-11
元・名古屋市電SSA形（名古屋電気鉄道時代の車両）。定員34人。移管後、8号は1937年（昭和12年）9月17日廃車届。
101-110
貨車。荷重4t。移管後、1937年（昭和12年）に廃車。
出典：和久田康雄『日本の市内電車 1895-1945』54-55頁、58-59頁。

## バス事業
築地電軌のバスは、築地口 - 荒子川 - 錦町間と、築地口 - 荒子川 - 飛行場間の5.0kmで運行されていた。市営化によって市に移管された車両は4台であった。沿線には錦町遊郭や飛行場（名古屋飛行場）があり、運輸成績は良好であった。

## 未成線・計画路線
築地電軌には、築地 - 下之一色間の営業路線のほか、いくつかの未完成路線（未成線）や計画路線が存在する。なお、営業路線の稲永新田 - 下之一色間は特許が失効していた時期があり、その期間は未成線であった。
小碓町 - 千年町
南区（現・港区）小碓町の明徳橋付近から東海通を東へ進み、堀川の西岸千年町字裏畑に至る、6.0 km の区間である。1920年（大正9年）10月4日、1921年（大正10年）4月18日、同年10月1日、1924年（大正13年）3月20日の4回にわたって特許が申請されたが、名古屋市電の敷設計画と競合するため1925年5月29日に不許可となった。
下之一色 - 東枇杷島間ほか
下之一色から庄内川東岸を北上し岩塚町・中村町を経て名古屋鉄道東枇杷島駅に至る 8.6 km の路線と、岩塚町で分岐して東へ向かい烏森町を通り、国有鉄道関西本線や東海道本線・中央本線と交差、西日置町で名古屋市電水主町停留場に連絡する 4.8 km の路線、中村町から分岐して東進し、則武町を経て菊井町で名古屋市電菊井町停留場に連絡する 2.9 km の路線、合計3路線が1924年3月20日に申請された。1925年5月29日に不許可となった。
下之一色町 - 熱田新田間
下之一色町字松蔭で既設線から分岐して東へ進み、南区（現・中川区）中野新町を経て熱田新田に至る 5.3 km の路線で、1926年12月22日に特許が申請された。1928年（昭和3年）4月18日に中野新町までの 2.7 km に変更した上で再度申請し、変更区間の特許が1929年（昭和4年）2月6日に許可された。だが、着工できずにいたため1933年（昭和8年）3月14日に特許は失効した。同年3月29日に下之一色町 - 中野新町間の特許を再度したが、7月11日に不許可となった。
下之一色 - 八田町間ほか
下之一色から八田町へ向かう 3.8 km の路線と、稲永新田付近の臨港地帯を通る3路線 5.8 km の敷設特許を1928年9月17日に申請した。八田町では関西本線八田駅と連絡する計画であった。1933年7月11日に不許可となる。